# Benoit Gaudet
Benoit Gaudet (Drummondville, 18 de diciembre de 1979) es un deportista canadiense que compitió en boxeo. Ganó una medalla de bronce en el Campeonato Mundial de Boxeo Aficionado de 1999, en el peso gallo.
En febrero de 2005 disputó su primera pelea como profesional. En su carrera profesional tuvo en total 27 combates, con un registro de 24 victorias y 3 derrotas.

## Palmarés internacional
| Campeonato Mundial | Campeonato Mundial       | Campeonato Mundial | Campeonato Mundial |
| Año                | Lugar                    | Medalla            | Categoría          |
| ------------------ | ------------------------ | ------------------ | ------------------ |
| 1999               | Houston (Estados Unidos) | Medalla de bronce  | 54 kg              |